# Łucznictwo na Letnich Igrzyskach Olimpijskich 2024
Łucznictwo na Letnich Igrzyskach Olimpijskich 2024 zostało rozegrane w dniach 25 lipca – 4 sierpnia 2024 roku na terenie Les Invalides.

## Format zawodów
Wystartowało 128 zawodników w pięciu konkurencjach: indywidualnej męskiej i kobiecej, drużynowej męskiej i kobiecej oraz zawody mieszane. Rywalizacja rozpoczęła się od rundy rankingowej, która miała za zadanie ustalić kolejność (rozstawienie) do rundy finałowej – indywidualnie, jak i w rywalizacji drużynowej (12 drużyn) poprzez zsumowanie indywidualnych wyników dla członków (3) każdej drużyny. Ponadto runda rankingowa wyłoniła 16 par, które zakwalifikowały się do rywalizacji mikstów (reprezentanci krajów, którzy mają swoich przedstawicieli w konkurencji mężczyzn, jak i kobiet – najlepszy wynik mężczyzny i kobiety był łączony).

## Rezultaty

### Kobiety
| Konkurencja   | Złoto                                                         | Srebro                                     | Brąz                                                        |
| Indywidualnie | Lim Sihyeon                                                   | Nam Su-hyeon                               | Lisa Barbelin                                               |
| Drużynowo     | Korea Południowa Lim Si-hyeon · Nam Su-hyeon · Jeon Hun-young | Chiny Li Jiaman · Yang Xiaolei · An Qixuan | Meksyk Alejandra Valencia · Ana Paula Vasquez · Angela Ruiz |

### Mężczyźni
| Konkurencja   | Złoto                                                     | Srebro                                                            | Brąz                                                |
| Indywidualnie | Kim Woo-jin                                               | Brady Ellison                                                     | Lee Woo-seok                                        |
| Drużynowo     | Korea Południowa Kim Je-deok · Kim Woo-jin · Lee Woo-seok | Francja Baptiste Addis · Thomas Chirault · Jean-Charles Valladont | Turcja Mete Gazoz · Ulaş Tümer · Abdullah Yıldırmış |

### Mikst
| Konkurencja | Złoto                                       | Srebro                                  | Brąz                                             |
| Mikst       | Korea Południowa Kim Woo-jin · Lim Si-hyeon | Niemcy Florian Unruh · Michelle Kroppen | Stany Zjednoczone Brady Ellison · Casey Kaufhold |

## Tabela medalowa
| Miejsce | Państwo           | Złoto | Srebro | Brąz | Razem |
| 1       | Korea Południowa  | 5     | 1      | 1    | 7     |
| 2       | Francja           | 0     | 1      | 1    | 2     |
| 2       | Stany Zjednoczone | 0     | 1      | 1    | 2     |
| 4       | Chiny             | 0     | 1      | 0    | 1     |
| 4       | Niemcy            | 0     | 1      | 0    | 1     |
| 6       | Meksyk            | 0     | 0      | 1    | 1     |
| 6       | Turcja            | 0     | 0      | 1    | 1     |
| ------- | ----------------- | ----- | ------ | ---- | ----- |